# Кристианова легенда
«Жизнь и страдания святого Венцеслава и святой Людмилы, бабушки его» (лат. «Vita et passio sancti Wenceslai et sanctae Ludmilae ave eius»), а также имеет название в честь автора «Легенда Кристиана» или «Кристианова легенда» — средневековый агиографический памятник на латинском языке о жизни первых чешских святых — святом Вацлаве и святой Людмиле, а также, будучи необременённым агиографическими рамками, о зарождении христианства в Великой Моравии и Богемии. Автор описывает истоки чешского христианства как продолжение великоморавской традиции Кирилла и Мефодия.
Легенда Кристиана повествует, что болгары приняли христианство от Кирилла раньше, чем Моравия. Во введении крещение «Моравии, страны славянской (regio Sclauorum)» привязано ко времени св. Августина.
В тексте «Второй старославянской легенды о св. Вячеславе», открытой Н. К. Никольским, выявлены заимствования из Легенды Кристиана.
Черты сходства с Легендой Кристиана, в основе которой находилось славянское великоморавское сочинение, прослеживаются в «Повести о поселении славян на Дунае и нашествии угров» и «Сказании о преложении книг», которые, видимо, находились в одном сборнике и являлись частью той славяноязычной литературы, которая продолжала существовать в Моравии в X веке, а позже из Сазавского монастыря попала в Киевскую Русь.

### Святовацлавские легенды[вд]
- Crescente fide[вд]
- Гумпольдова легенда[вд]
- Лаврентьева легенда[вд]
- Востоковская легенда[вд]
- Легенда Никольского[вд]